# Ellipteroides platymerellus
Ellipteroides platymerellus är en tvåvingeart som först beskrevs av Alexander 1947.  Ellipteroides platymerellus ingår i släktet Ellipteroides och familjen småharkrankar.
Artens utbredningsområde är Peru. Inga underarter finns listade i Catalogue of Life.